# Мечеть Джами Уль Альфар
Джами Уль Альфар (синг. ජමි උල්-අල්ෆාර් පල්ලිය) — историческая мечеть в Коломбо, Шри-Ланка. Расположена на Второй Кросс-стрит в Петте. Мечеть — одна из старейших мечетей в Коломбо и популярный туристический объект в городе.

## История
Строительство мечети началось в 1908 году, и завершилось в 1909 году. Мечеть была заказана местной индийской мусульманской общиной, базирующейся в Петте. Дизайнером и строителем мечети был Хабибу Лаббе Саибу Лаббе (неквалифицированный архитектор). Дизайн мечети повторяет дизайн индо-сарацких сооружений, предоставленных южноиндийскими торговцами, которые её заказали. Это гибридный стиль архитектуры, в котором сочтены элементы индо-исламской и индийской архитектуры, а также неоготики и неоклассического стиля. Первоначально мечеть вмещала до 1500 верующих, хотя в то время молитвы посещали около 500 человек.
Представляет собой своеобразное красно-белое полосатое двухэтажное здание с башней с часами и напоминает Мечеть Джамек в Куала-Лумпуре, Малайзия (построена в 1910 году). Фасад, минареты, колонны — каждая деталь постройки выкрашена в красно-белый цвет. Орнамент хаотичен, состоит из клеток, полос, ступенек.
По некоторым сообщениям, до того как были построены другие достопримечательности Мечеть Джами Уль Альфар была признана ориентиром для моряков Коломбо, приближающихся к порту.
В 1975 году мечеть при содействии Фонда Хаджи Умар приобрела ряд близлежащих объектов недвижимости и приступила к строительству расширения мечети. Вместимость мечети была увеличена до 10 000 посетителей.
Мечеть открыта ежедневно как для прихожан, так и для туристов. Снимать фото и видео разрешается и внутри, и снаружи. Единственное требование для посетителей — соответствующий внешний вид и поведение, недопускающее неуважения.